# National Instruments
National Instruments, ou NI (NASDAQ: NATI), é uma companhia americana com mais de 4000 empregados e operações diretas em 41 países fundada em 1976 por James Truchard, Bill Nowlin e Jeff Kodosky. Sua matriz fica em Austin, no Texas, é uma produtora de equipamento de teste automatizado e software de instrumentação virtual. Seus softwares incluem LabVIEW, um ambiente de desenvolvimento gráfico, e LabWindows/CVI, ferramentas e programas em linguagem C. Seus produtos de software incluem partes e módulos para VXI, VMEbus, e PXI, assim como também para interfaces GPIB, I²C, e outros padrões comuns a automação industrial.  Aplicações comuns: aquisição de dados, controle de instrumentos e visão artificial.
Em 2006, a companhia vendeu mais para mais de 25000 companhias em 90 países com receita de US$660 milhões. Por oito anos consecutivos desde 2000, foi eleita entre as 100 melhores empresas para se trabalhar segundo a revista Fortune.
Electronics Workbench Inc. é uma subsidiária da National Instruments e fabrica o MultiSIM, um programa de análise de circuitos elétricos. O programa chamava-se anteriormente Electronics Workbench.